# Михайлюк Юрій Володимирович
Ю́рій Володи́мирович Михайлю́к (нар. 1989, смт Лисянка, Черкаська область) — капітан Збройних сил України, учасник російсько-української війни.

## Життєпис
Навчався в школі № 1 смт Лисянка Черкаської області. Закінчив Київський національний університет. У званні лейтенанта упродовж двох років служив офіцером-психологом у танковому батальйоні. Зрештою перевівся у 128-му окрему гірсько-штурмову Закарпатську бригаду. З 2014 року воює на Сході України. Вже у перших боях показав себе талановитим та принциповим командиром.
Під час російського вторгнення до України в 2022 році брав участь в обороні міста Волновахи на Донеччині, яку активно намагався захопити противник. З метою запобігання загибелі чи полону мирне населення та поранених евакуювали. Також було ухвалено рішення відступити з оборонних рубежів для перегрупування. Після цього військові під командуванням капітана перемістилися для подальшої оборони Вуглегірська, де перешкоджали спробам ворога здійснити оточення, вчасно виявляючи та знешкоджуючи диверсійні групи й колони противника. У середині березня у Вуглегірську рота потрапила в оточення. Бій тривав близько 12 годин. Не маючи великої кількості боєприпасів, Юрій Михайлюк зумів об'єднатися з механізованим батальйоном іншої бригади, рятуючи його пораненого командира, взяти побратимів під своє командування, завдяки чому зумів протриматися в цьому важкому бою та вирватися з оточення.
У віці 33 років отримав звання «Герой України». Вже наступного дня після нагородження дістав кульове поранення в ногу. Попри поранення, продовжував керувати підрозділом у бою. Тільки коли воїнам вдалось успішно відбити ворожу атаку, погодився на евакуацію.

## Нагороди
- звання «Герой України» з врученням ордена «Золота Зірка» (2022) — за особисту мужність і героїзм, виявлені у захисті державного суверенітету та територіальної цілісності України, вірність військовій присязі.[4]